# SCARLET SIGN
「SCARLET SIGN」（スカーレット・サイン）は、寺島拓篤の楽曲。寺島自身が作詞、河田貴央が作曲を手掛けた。寺島の3枚目のシングルとして2014年3月12日にLantisから発売された。

## 収録曲
（全作詞：寺島拓篤）
1. SCARLET SIGN [3:59]
  - 作曲・編曲：河田貴央
  - 「ひとりの人物にフォーカスを当て、生き様を描きつつ、彼に触発される現代人をイメージした攻撃的な曲」(攻撃的＝赤、をイメージした)[2]。
2. colors of love [5:29]
  - 作曲・編曲：A-bee
3. a blank map [4:33]
  - 作曲・編曲：北村望、工藤嶺
4. SCARLET SIGN（instrumental）
5. colors of love（instrumental）
6. a blank map（instrumental）